# Пелопонески съюз
Пелопонески съюз е обединение на полиси от Пелопонеския полуостров създадено в периода 6 – 5 в. пр.н.е. В него влизат пелопонеските полиси (Коринт, Сикион и др., но без Аргос и Ахея), Мегара, както и Беотийският съюз, Източна Локрида, Фокида, Амбракия, Левкада и Анактория. Всички участници образуват военен съюз – симахия – но начело е Спарта, която в края на 6 век пр.н.е. става най-силният полис на Пелопонес. Ръководната и роля личи и от формулата „спартанците и техните съюзници“, останала в надписите. Отделните членове внасят вноски в обща каса, но с нея се разпорежда Спарта. Тя диктува волята си и на ежегодното общо събрание и не само се налага при вземането на решения, но и се намесва във вътрешните работи на останалите полиси.
За разлика от по-късно сформирания Делоски съюз, предвождан от Атина, който построява могъщ флот, в Пелопонеския съюз по-големи флоти имат само Коринт и Мегара, както и Сикион, Пелена, Елея, Ампракия и Левкада, но съвкупно това е несравнимо с морската сила на Делоския съюз.
Борбата за надмощие и сблъсъкът на търговски интереси между Делоския съюз и Пелопонеския съюз водят до Пелопонеските войни (431–404 г. пр.н.е.).